# Membibre de la Hoz
Membibre de la Hoz ist eine Gemeinde (municipio) in der spanischen Provinz Segovia. Sie liegt im Süden der Autonomen Region Kastilien und León, an der Nordwestabdachung der Sierra de Guadarrama. Sie hat 43 Einwohner (Stand: 2024). 

## Geographie
Membibre de la Hoz liegt etwa 51 Kilometer nördlich vom Stadtzentrum von Segovia in einer Höhe von ca. 870 m.
Membibre de la Hoz befindet sich innerhalb der Zone des kontinentalen mediterranen Klimas.

## Bevölkerungsentwicklung
| Jahr      | 1970 | 1981 | 1991 | 2001 | 2011 | 2021 |
| Einwohner | 201  | 130  | 100  | 71   | 43   | 35   |

## Sehenswürdigkeiten
- Reste der Burg

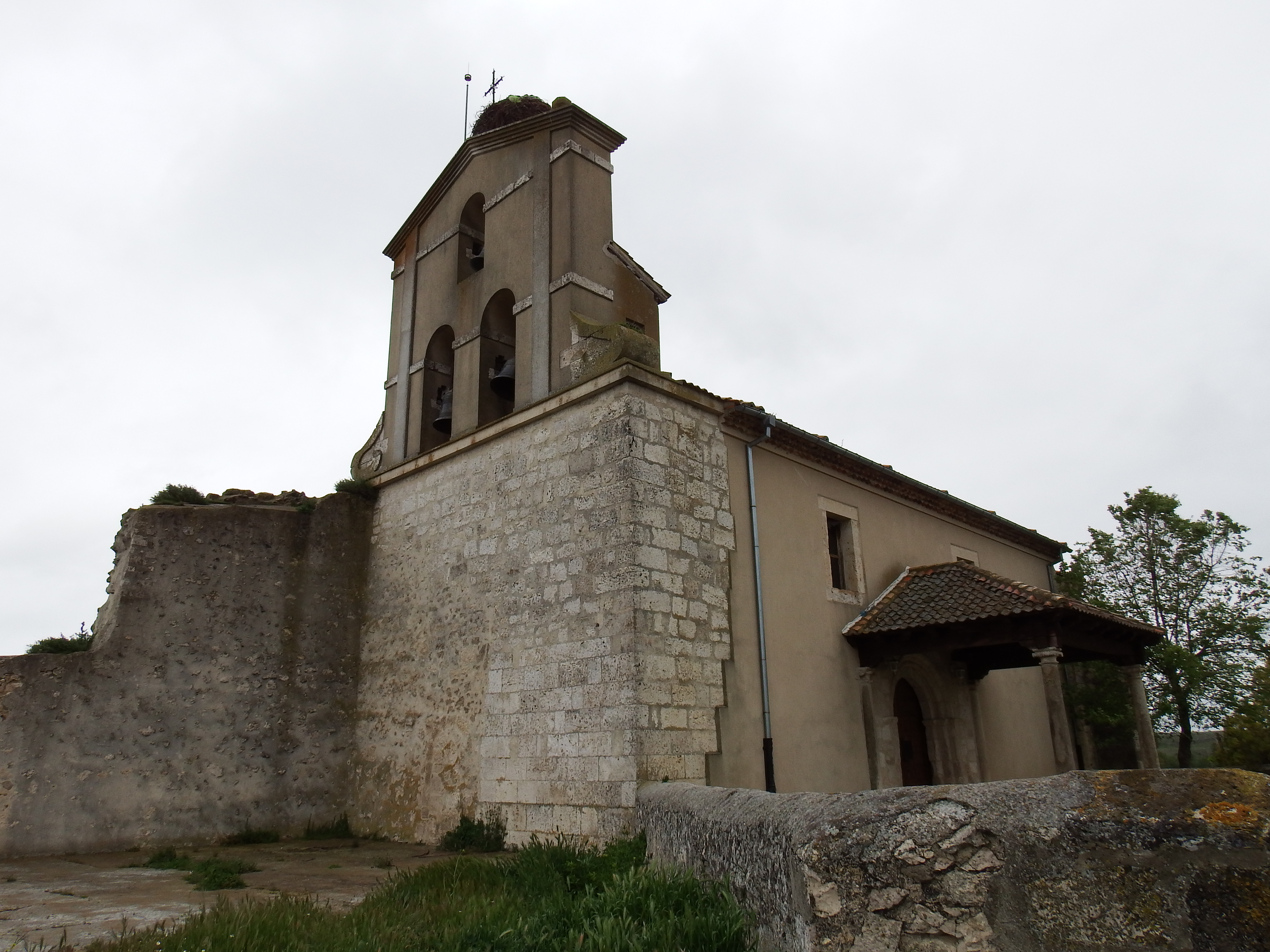
Martinskirche
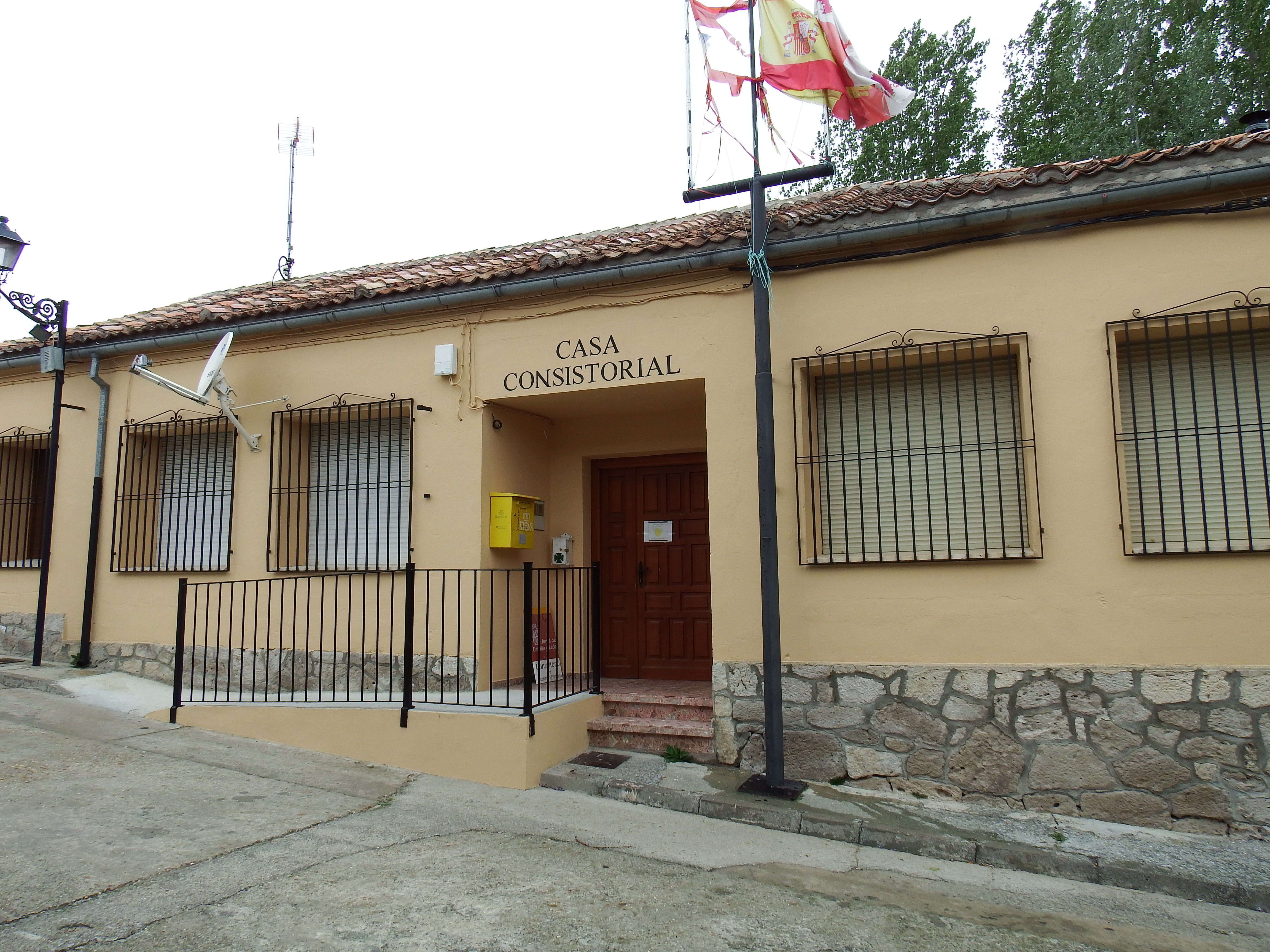
Marienkapelle

- Martinskirche
- Rathaus